# Championnat de Thaïlande de football 2018
Navigation
2017 2019
La saison 2018 de la Thai League 1 est la vingt-deuxième édition du championnat de Thaïlande de football et la deuxième sous l'appellation « Thai League 1 ».
Le champion sortant Buriram United défend son titre et remporte son 7echampionnat de son histoire.
Cette saison il y a cinq clubs relégués en deuxième division pour ramener le nombre de participants à seize équipes la saison prochaine.

## Compétition

### Classement
| Rang | Équipe                 | Pts | J  | G  | N  | P  | Bp | Bc | Diff |
| ---- | ---------------------- | --- | -- | -- | -- | -- | -- | -- | ---- |
| 1    | Buriram UnitedT        | 87  | 34 | 28 | 3  | 3  | 76 | 25 | +51  |
| 2    | Bangkok United         | 71  | 34 | 21 | 8  | 5  | 68 | 36 | +32  |
| 3    | Port FC                | 61  | 34 | 19 | 4  | 11 | 73 | 45 | +28  |
| 4    | Muangthong United      | 59  | 34 | 16 | 11 | 7  | 65 | 53 | +12  |
| 5    | Chiangrai United C L S | 55  | 34 | 15 | 10 | 9  | 52 | 36 | +16  |
| 6    | PT Prachuap P          | 28  | 34 | 15 | 8  | 11 | 56 | 46 | +10  |
| 7    | Nakhon Ratchasima FC   | 47  | 34 | 13 | 8  | 13 | 36 | 44 | -8   |
| 8    | Pattaya United         | 46  | 34 | 13 | 7  | 14 | 50 | 62 | -12  |
| 9    | Chonburi FC            | 46  | 34 | 13 | 7  | 14 | 45 | 53 | -8   |
| 10   | Suphanburi FC          | 46  | 34 | 11 | 13 | 10 | 43 | 35 | +8   |
| 11   | Sukhothai FC           | 43  | 34 | 12 | 7  | 15 | 53 | 63 | -10  |
| 12   | Ratchaburi Mitr Phol   | 43  | 34 | 12 | 7  | 15 | 50 | 53 | -3   |
| 13   | Chainat HornbillP      | 42  | 34 | 11 | 9  | 14 | 46 | 52 | -6   |
| 14   | Bangkok Glass          | 42  | 34 | 11 | 9  | 14 | 55 | 46 | +9   |
| 15   | BEC Tero Sasana        | 36  | 34 | 10 | 6  | 18 | 53 | 66 | -13  |
| 16   | Navy FC                | 30  | 34 | 7  | 9  | 18 | 44 | 85 | -41  |
| 17   | Ubon UMT United        | 26  | 34 | 6  | 8  | 20 | 39 | 58 | -19  |
| 18   | Royal Thai Air ForceP  | 16  | 34 | 4  | 4  | 26 | 32 | 78 | -46  |

Qualifications asiatiques
Ligue des champions 2019
- 1er : phase de groupes
- C et 2e : deuxième tour de qualification

Relégation en Thai League 2 2019
- 14e, 15e, 16e, 17e et 18e : relégation

Abréviations
- T : Tenant du titre
- C : Vainqueur de la Coupe de Thaïlande 2018
- L : Vainqueur de la Coupe de la Ligue 2018
- S : Vainqueur de la Supercoupe de Thaïlande 2018
- P : Promus de la Thai Division 1 2017

- Chiangrai United qualifié pour la Ligue des champions 2019 en tant que vainqueur de la Coupe de Thaïlande.
- En cas d'égalité de points, le critère de départage est le nombre de points en confrontations directes.
- Le championnat sera réduit à 16 équipes la prochaine saison.